# Martin Reiser
Martin Reiser, geboren im 20. Jahrhundert, ist ein ehemaliger deutscher Eissportler.

## Werdegang
Martin Reiser stammt aus dem oberbayerischen Riessersee, in dem Wintersport eine bedeutende Rolle spielt. Zu den dort ausgeübten Sportarten gehört auch das Eisstockschießen, in dem der örtliche Eissportverein, der SC Riessersee, in den 1950er Jahren eine führende Rolle spielte.
Für das Eisstockschießen begeisterten sich auch Martin Reiser und sein Bruder Georg, die beide Mitglied des SC Riessersee wurden. Wegen ihrer guten Leistungen kamen beide in die erste Mannschaft und nahmen zusammen mit Hermann Ostler und Markus Schweiger an nationalen und internationalen Wettkämpfen teil. In dieser Besetzung wurde der SC Riessersee 1952, 1953 und 1954 Europameister im Eisstockschießen.
Für diese Erfolge wurde Martin Reiser als Mitglied der Deutschen Eisstockmannschaft am 19. Februar 1956 von Bundespräsident Theodor Heuß mit dem Silbernen Lorbeerblatt ausgezeichnet.